# Булут, Онур
Онур Булут (тур. Onur Bulut; род. 16 апреля 1994, Вердоль, Северный Рейн-Вестфалия) — турецкий футболист клуба «Бешикташ» и национальной сборной Турции. В основном он играет на позиции центрального полузащитника, но может также использоваться на правом фланге как полузащитник или крайний защитник.

## Клубная карьера
В мае 2016 года Булут перешёл из «Бохума», выступающий во Второй Бундеслиге, в клуб «Фрайбург» из Бундеслиги на предстоящий сезон 2016/2017.
В январе 2018 года он перешёл в клуб «Айнтрахт» (Брауншвейг) из Второй Бундеслиги, подписав контракту на 3,5 года. Регулярно выходя в стартовом составе под руководством главного тренера Торстена Либеркнехта, он провёл четыре матча во второй половине сезона 2018/2019 под руководством Андре Шуберта.
В июле 2019 года Булут был отстранён во время предсезонной подготовки, и ему было предложено найти «решение для своего будущего». 27 июля он подписал трёхлетний контракт с клубом турецкой Суперлиги «Аланьяспор». . В 2021 году он перешёл в «Кайсериспор».
8 февраля 2023 года он присоединился к «Бешикташу» и подписал контракт до 2026 года.

## Карьера за сборную
Булут родился в Германии и имеет турецкие корни. Он был игроком молодёжной сборной Турции, выступая за сборную до 19 лет. Он был вызван в национальную сборную Турции на матчи Лиги наций УЕФА 2022/2023 против Люксембурга 22 сентября 2022 года и Фарерских островов 25 сентября 2022 года. Дебют его состоялся 19 ноября 2022 года в товарищеской победной игре против Чехии (2:1).

## Достижения

### «Бешикташ»
- Обладатель Кубка Турции: 2023/24[англ.]
- Обладатель Суперкубка Турции: 2024[англ.][13]